# Баптистерий
Баптисте́рий (лат. baptisterium, от греч. βαπτίζω — «окунаю, крещу», также крестильня, крещальня) — пристройка к церкви, отдельное здание, предназначенное для совершения крещения. 
Специальное помещение было необходимо, так как неофиты допускались в церковь только после крещения. Как правило, планировка баптистерия имела многогранную (или округлую) форму, а верхняя часть увенчивалась куполом. Внутри баптистерия располагается крестильная купель, как правило, такого размера, чтобы в неё мог погрузиться взрослый человек (либо даже несколько людей).

## История
Баптистерии известны не ранее IV века (хотя в домовой церкви Дура-Эвропос, датирующейся III веком, была комната, возможно, являвшаяся баптистерием) и первоначально были довольно больших размеров. Часто они служили для подготовки готовившихся принять крещение, а иногда и для собрания христианской общины.
Приблизительно с начала IX века баптистерии встречаются значительно реже по причине христианизации основной массы населения, приведшей к тому, что большинство людей принимали крещение ещё в младенческом возрасте (хотя, в некоторых регионах Италии их продолжали строить до XIV века (см. Battistero di San Giovanni in corte). Размеры купели уменьшились, вместо бассейна она приобрела вид большой чаши, которая могла быть как переносной (как правило, в этом случае она изготавливалась из металла), так и стационарной. Во втором случае она устанавливалась в часовне или в храме у западной стены ближе ко входу (так было принято на Западе) или в особом притворе (более распространено на Востоке). В XX веке по причине роста числа взрослых людей, желающих принять крещение, баптистерии и крестильные храмы вновь стали приобретать значение.